# 검은 옷을 입은 여인의 향기
《검은 옷을 입은 여인의 향기》(프랑스어: Le parfum de la dame en noir, 영어: The Perfume of the Lady in Black)는 프랑스 작가 가스통 르루가 1908년에 쓴 미스터리 소설이다. 이 책은 가상의 탐정 조제프 룰르타비유(Joseph Rouletabille)를 주인공으로 한 책 시리즈 중 두 번째 책으로, 앞서 《노란 방의 미스터리》가 출간되었다.
이 소설은 1914년, 1931년, 1949년, 2005년에 동명의 영화로 제작되기도 했다.

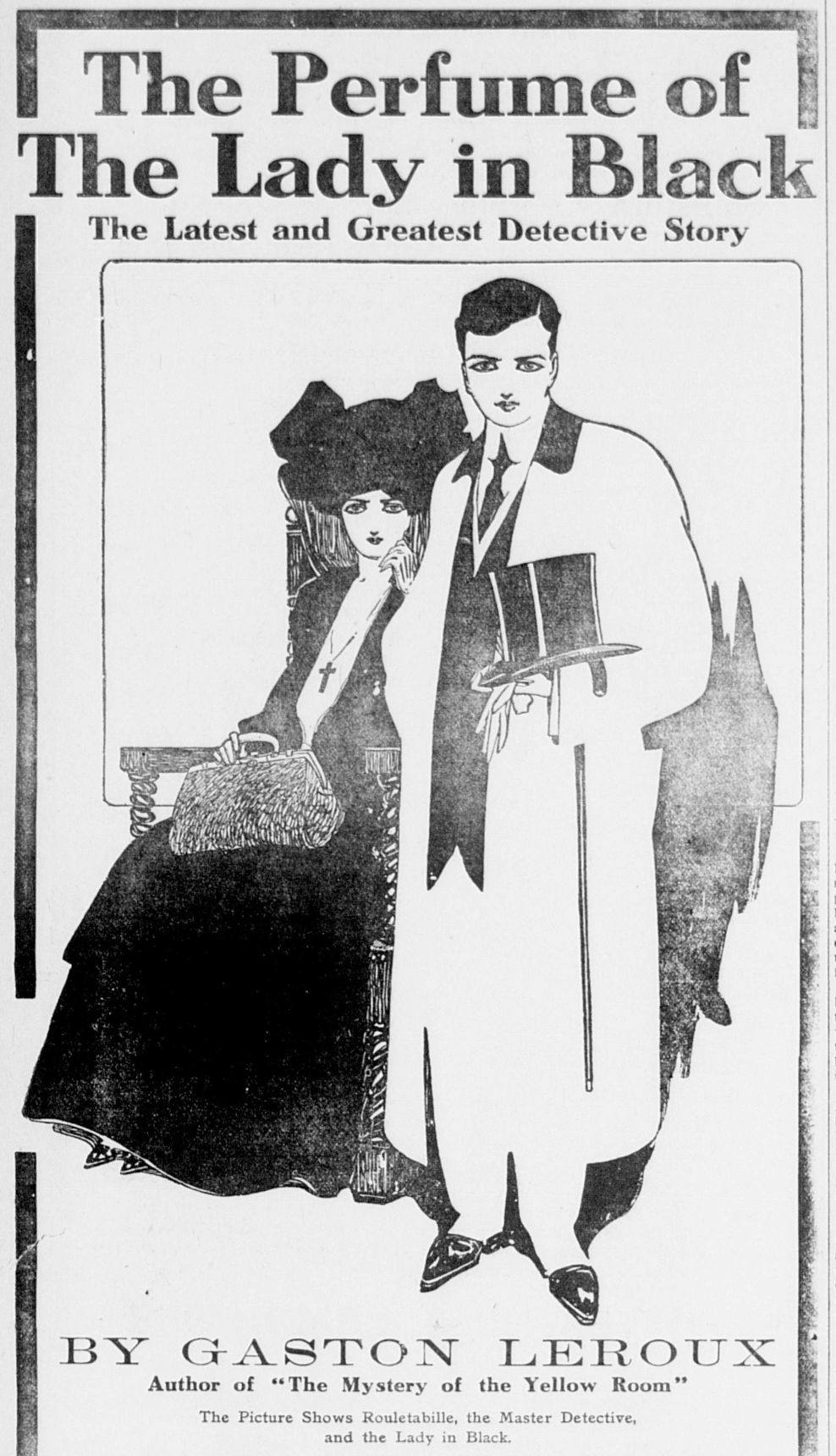
1910년 3월 1일 화요일, Courier Gazette에 게재된 《검은 옷을 입은 여인의 향기》 광고